# جورج دبليو. نايت الثالث
جورج دبليو. نايت الثالث (بالإنجليزية: George W. Knight III)‏ هو عالم عقيدة أمريكي، ولد في 1931.